# Plumban
Plumban je kovinski hidrid s kemijsko formulo PbH4 in ena od 14 svinčevih spojin z vodikom. Plumban ni niti dobro znan niti dobro opisan.  Je termodinamično nestabilen in zlahka odceplja vodik. Derivata plumbana str svinčev tetrafluorid  (PbF4) in tetraetilsvinec ((CH3CH2)4Pb).

## Zgodovina
Do nedavnega ni bilo zanesljivo znano, ali je bil plumban kdaj dejansko sintetiziran, čeprav prva poročila o sintezi segajo v dvajseta leta 20. stoletja. Leta 1963 sta Saalfeld in Svec poročala, da sta odkrila PbH4 z masno spektrometrijo. Plumban je bil večkrat predmet Dirac-Hartree-Fockove relativistične kalkulacijske študije, ki je  raziskovala stabilnosti, geometrije in relativne energije hidridov s formulo MH4 ali MH2.

## Lastnosti
Plumban je nestabilen brezbarven plin, najtežji iz skupine IV hidridov. Ima tetraedrično (Td) zgradbo z ravnotežno razdaljo med svincem in vodikom 1,73 Å. Formalni oksidacijski stanji vodika in svinca sta -1 and +4, ker je elektronegativnost vodika višja od elektronegativnosti svinca. Stabilnost kovinskih hidridov s formulo MH4 (M = C do Pb) z naraščakočim vrstnim številom kovine pada.

## Priprava
Zgodnje študije PbH4 so pokazale, da je molekula nestabilna v primerjavi z njenimi lažjimi analogi (silan, german in stanan). Plumban se ne more sintetizirati po postopkih za sintezo germana (GeH4)  in stanana (SnH4). 
Leta 1999 so plumban sintetizirali iz svinčevega(II) nitrata (Pb(NO3)2) in natrijevega borohidrida NaBH4. Leta 2005 so poročali o nenascentnem mehanizmu za sintezo plumbana.
Leta 2003 sta  Wang in Andrews skrbno preučila pripravo PbH4 z lasersko ablacijo  in prepoznala njegove infrardeče (IR) pasove.